# 王教 (嘉靖癸未進士)
王教（1479年—1541年），字庸之，初號葵堂，晚年更號中川，河南开封府祥符县民籍顺天府良乡县人，明朝政治人物，嘉靖榜眼。官至南京兵部侍郎。

## 生平
治《詩經》，行二，由國子生中式丙子科（1516年）河南鄉試第六名舉人，年四十五歲中式嘉靖二年（1523年）癸未科會試第二十四名，第一甲第二名進士（榜眼），授翰林院編修，五年十月充副使，册封徽王朱厚爝，八年四月參與修撰《大明會典》，后升翰林院侍讀。曾三次擔任會試主考官。嘉靖十三年三月升左春坊左谕德仍兼原官、掌南京翰林院事，十六年，五月升任國子監祭酒，十八年二月兼任右春坊右谕德。十九年三月升任南京兵部右侍郎，经筵侍班。二十年十一月卒，賜祭葬。其生前著有《中川遗稿》。

## 家族
曾祖王士賢。祖父王斌，前光禄寺署丞。父王鹤。前母郭氏；母孟氏。永感下。兄玫、琇、瓒、瑄、玹、琚、珮、元福、天叙、弟化、天禄、天爵、天瑞。